# Jakubowicze (obwód grodzieński)
Jakubowicze (błr. Якубавічы) – wieś na Białorusi, w obwodzie grodzieńskim, w rejonie szczuczyńskim.
Znajduje się tu cmentarz prawosławny z kaplicą pw. św. Proroka Eliasza.
W latach 1921 – 1939 wieś należała do gminy Berszty, w powiecie grodzieńskim województwa białostockiego.
Według Powszechnego Spisu Ludności z 1921 roku wieś zamieszkiwało 380 osób, wśród których 34 było wyznania rzymskokatolickiego, 337 prawosławnego a 9 mojżeszowego. Jednocześnie 34 mieszkańców zadeklarowało polską przynależność narodową, 346 białoruską. Było tu 71 budynków mieszkalnych. 